# Medvědí vrch
Medvědí vrch (německy Bärenfangkuppe), 1216 m, je nejvyšší vrchol Medvědské hornatiny, která tvoří severovýchodní část Hrubého Jeseníku. Na svazích izolované skály a sutě, na severovýchodním hřbetu Sokolí skála se zříceninou hradu Quinburk z 13. století. Medvědí vrch je nejvyšší bod správního obvodu obce s rozšířenou působností Krnov.

## Přístup
Vrchol leží mimo značené turistické trasy. Těsně pod vrchol vede neznačená pěšina z jihu od Solné boudy, zbytek je nutné dojít terénem.

## Vedlejší vrchol
Asi 400 m jihovýchodně od vrcholu se nachází malá vyvýšenina s výrazným skaliskem. Jde o vedlejší vrchol, pojmenovaný autory projektu Tisícovky Čech, Moravy a Slezska jako Medvědí vrch – JV vrchol (1195 m, souřadnice 50°9′27″ s. š., 17°18′58″ v. d.).